# 4月6日
4月6日（しがつむいか）は、グレゴリオ暦で年始から96日目（閏年では97日目）にあたり、年末まであと269日ある。

## できごと

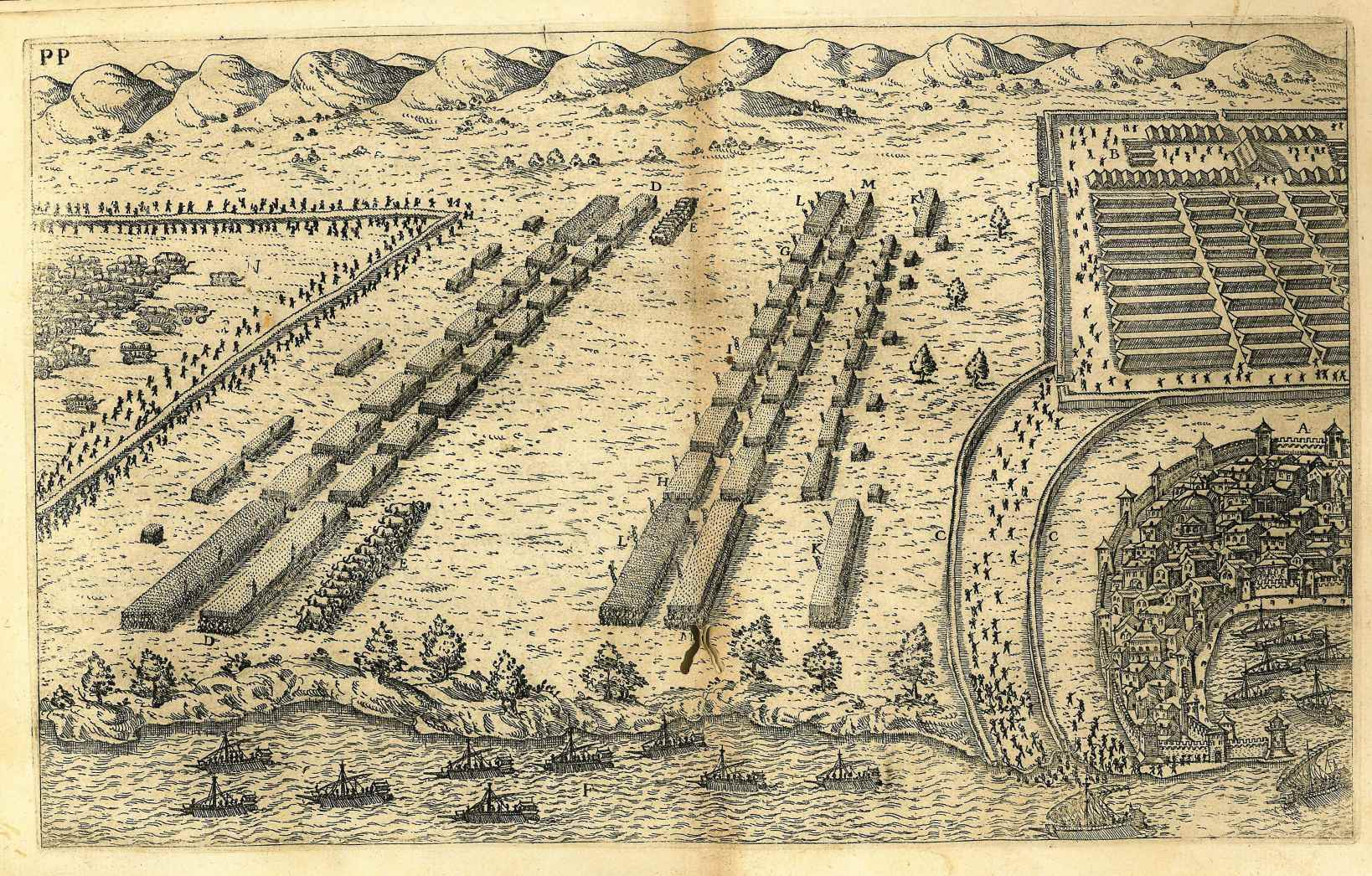
タプススの戦い(BC46)。画像は1619年の再現図

南北戦争初期の大規模戦闘、シャイローの戦い(1862)

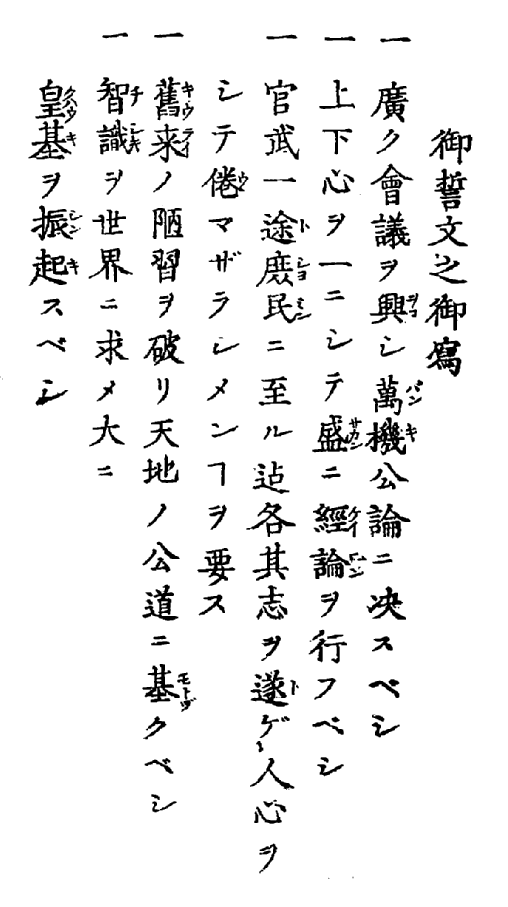
五箇条の御誓文発布(1868)

第1回近代オリンピック、アテネオリンピック開催(1896)

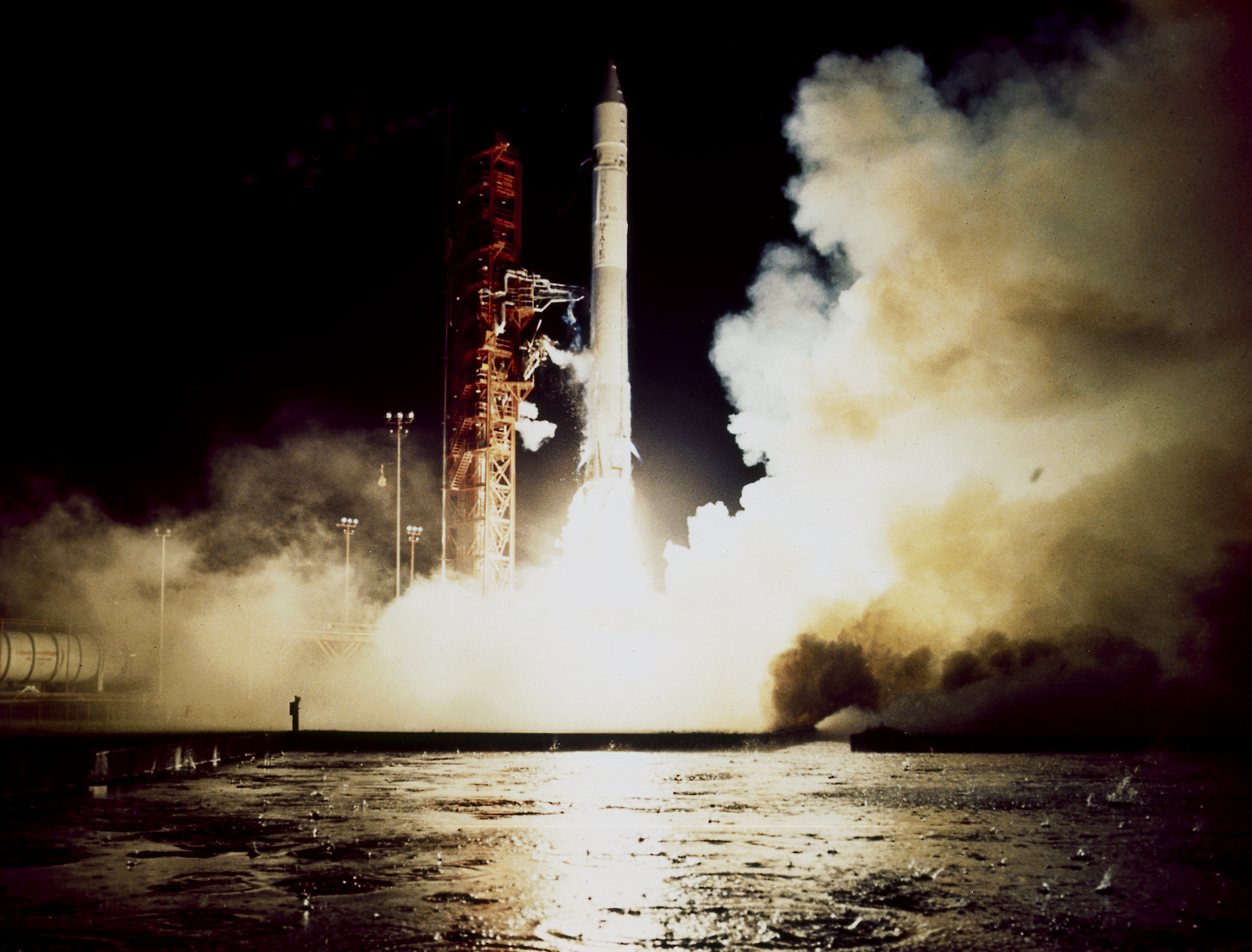
初の土星探査機、パイオニア11号打ち上げ(1973)

- 紀元前46年 - ローマ内戦: タプススの戦いでユリウス・カエサルが元老院派の軍を破る。
- 1199年 - イングランド王リチャード1世（Lionheart）が死去[1]。後継に指名された弟のジョンが即位。
- 1320年 - スコットランドでアーブロース宣言を採択。イングランドからの独立がほぼ成る。
- 1385年 - ジョアン1世がポルトガル王に選出され即位。
- 1591年（天正19年2月13日） - 豊臣秀吉が千利休を京都から堺へ追放。
- 1633年（寛永10年2月28日） - 第一次鎖国令。江戸幕府が、奉書船以外で海外渡航・海外に長期在住した日本人の帰国を禁止。
- 1782年 - ラーマ1世が、乱心をきたしたシャム国王タークシンを処刑し、自ら王位に就く。チャクリー王朝の始まり。
- 1805年（文化2年3月7日） - 長崎に来航中のロシア使節ニコライ・レザノフに通商拒絶を通告。
- 1814年 - ルイ18世がフランス王に即位。フランス復古王政が始まる。
- 1825年（文政8年2月18日） - 江戸幕府が異国船打払令（無二念打払令）を発布。
- 1830年 - 末日聖徒イエス・キリスト教会が組織される。
- 1862年 - 南北戦争: シャイローの戦いが始まる。
- 1865年 - 南北戦争: セイラーズクリークの戦い
- 1868年（慶応4年3月14日） - 前日から続く2度目の西郷隆盛と勝海舟の会談により、官軍による江戸総攻撃の中止と江戸城の無血開城が決定[2]。
- 1868年（慶応4年3月14日） - 五箇条の御誓文発布[3]。
- 1882年 - 自由党党首の板垣退助が遊説中に暴漢に襲われる。（岐阜事件）
- 1896年 - 第1回近代オリンピック（アテネオリンピック）開幕。4月15日まで。
- 1909年 - アメリカ人探検家ロバート・ピアリー隊6名が初めて北極点に到達する[4]。
- 1917年 - 第一次世界大戦: アメリカ合衆国がドイツに対して宣戦布告。
- 1919年 - インドでマハトマ・ガンディーにより第1次サティヤーグラハ（非暴力・不服従）運動が開始される。
- 1921年 - 東京の浅草で大火[5]。 住家や店舗1227戸全焼、同73戸半焼。市民が494人、消防隊50人が負傷[6]。
- 1928年 - 多摩湖線国分寺駅〜萩山駅間で、西武多摩湖線開業。
- 1931年 - 東京放送局（現在のNHK放送センター）がラジオ第2放送を開始。
- 1933年 - 中国国民政府が廃両改元を行い、銀錠による銀両制度を廃して銀元を導入する。
- 1941年 - 第二次世界大戦・バルカン戦線 (第二次世界大戦): ナチス・ドイツがユーゴスラビアおよびギリシャに侵攻。（ユーゴスラビア侵攻・ギリシャの戦い）
- 1941年 - 第二次世界大戦: イギリス軍がエチオピアの首都・アディスアベバを陥落し、イタリアの占領から解放。
- 1941年 - 琵琶湖遭難事故: 旧制四高漕艇部員11名が琵琶湖で練習中に突風で遭難。流行歌「琵琶湖哀歌」の題材となる。
- 1943年 - サン＝テグジュペリ作『星の王子さま』(仏語)がニューヨークで出版される[7]。
- 1944年 - 愛知県に大府飛行場が竣工する。
- 1947年 - 初のトニー賞授賞式が行われる。
- 1952年 - 大村競艇場にて競艇が初開催される[8]。
- 1955年 - 最高裁が、帝銀事件の平沢貞通の上告を棄却する判決。
- 1964年 - NHK総合テレビで人形劇『ひょっこりひょうたん島』放送開始。
- 1965年 - インテルサットの最初の衛星「インテルサットI（英語版）アーリバード」が打ち上げられる。
- 1968年 - スタンリー・キューブリック監督の映画『2001年宇宙の旅』がアメリカで公開。
- 1973年 - パイオニア計画: 世界で初めて土星を通過した探査機パイオニア11号が打ち上げられる[9]。
- 1975年 - 朝日放送制作（NET→テレビ朝日系列）の『パネルクイズ アタック25』が放送開始。
- 1977年 - イランのエスファハーン近郊を震源とする地震が発生。死者500人を超す被害となった[10]。
- 1978年 - 東京都豊島区東池袋の旧東京拘置所の跡地に60階建の超高層ビル「サンシャイン60」の展望台がオープン。当時は東洋一の高さを誇った[11]。
- 1978年 - 第1回日本アカデミー賞授賞式が行われる[12]。
- 1978年 - 東京都練馬区中荒井で1時間に62mmの局地的強雨[13]。神田川が下落合、高田馬場付近で氾濫して約580戸が床上浸水、床下浸水。石神井川が大谷口で氾濫して約200戸が床上浸水、約850戸が床下浸水[14]。
- 1987年 - MLB、ロサンゼルス・ドジャースのゼネラルマネージャーであるアル・キャンパニスが黒人差別と疑われる発言を行い、2日後に辞任。
- 1994年 - 死刑廃止を推進する議員連盟が発足。
- 1994年 - ハビャリマナとンタリャミラ両大統領暗殺事件: ルワンダ大統領とブルンジ大統領が、搭乗していた飛行機を何者かに撃墜され死亡。
- 1999年 - ロンドンでミュージカル『マンマ・ミーア!』が初演。
- 2004年 - リトアニアでロランダス・パクサス大統領の弾劾が成立し、辞任。
- 2004年 - この年メジャー移籍した松井稼頭央（当時ニューヨーク・メッツ）がアトランタ・ブレーブス戦で、メジャー史上初の開幕戦・新人・初打席・初球本塁打を記録。
- 2009年 - ラクイラ地震が発生。 309人が死亡、6万人以上が被災した[15]。
- 2012年 - アザワド独立宣言が出される[16]。
- 2018年 - ソウル中央地裁が、財閥から巨額の賄賂を受け取った収賄などの罪に問われた朴槿恵前韓国大統領に、懲役24年、罰金は180億ウォンの実刑判決を言い渡す[17]。
- 2023年 - 宮古島で自衛隊ヘリが墜落する。

## 誕生日

### 人物

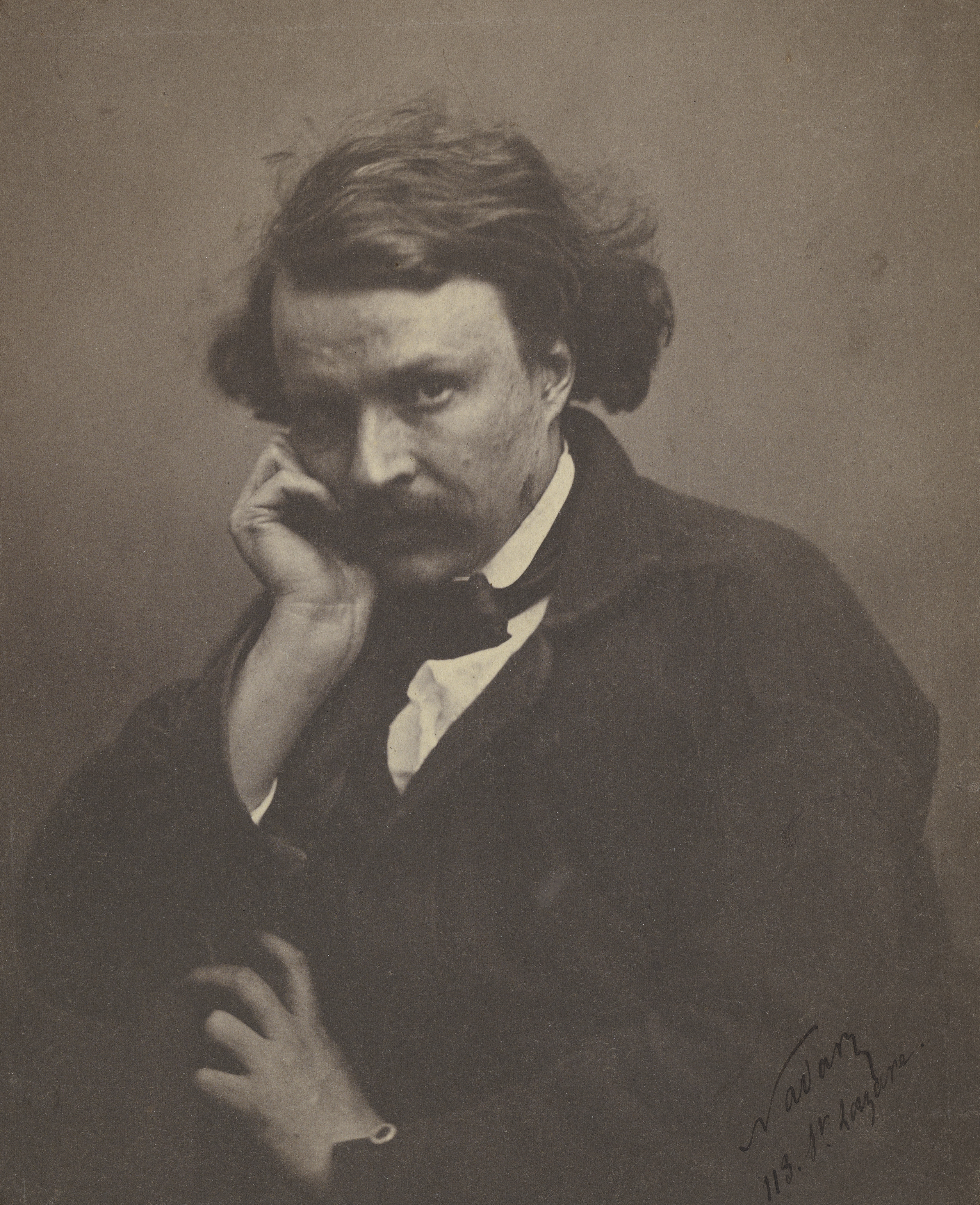
写真家ナダール(1820-1910)誕生。画像はセルフポートレート(1910)

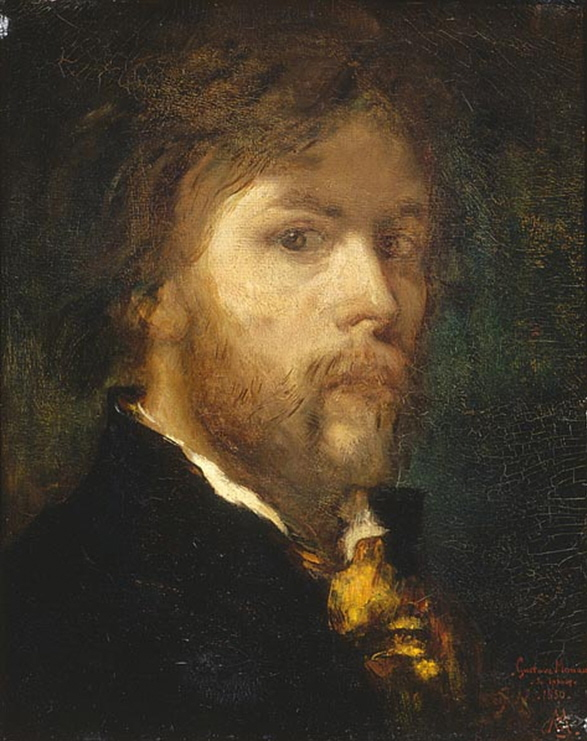
象徴派の画家ギュスターヴ・モロー(1826-1898)誕生。画像は自画像

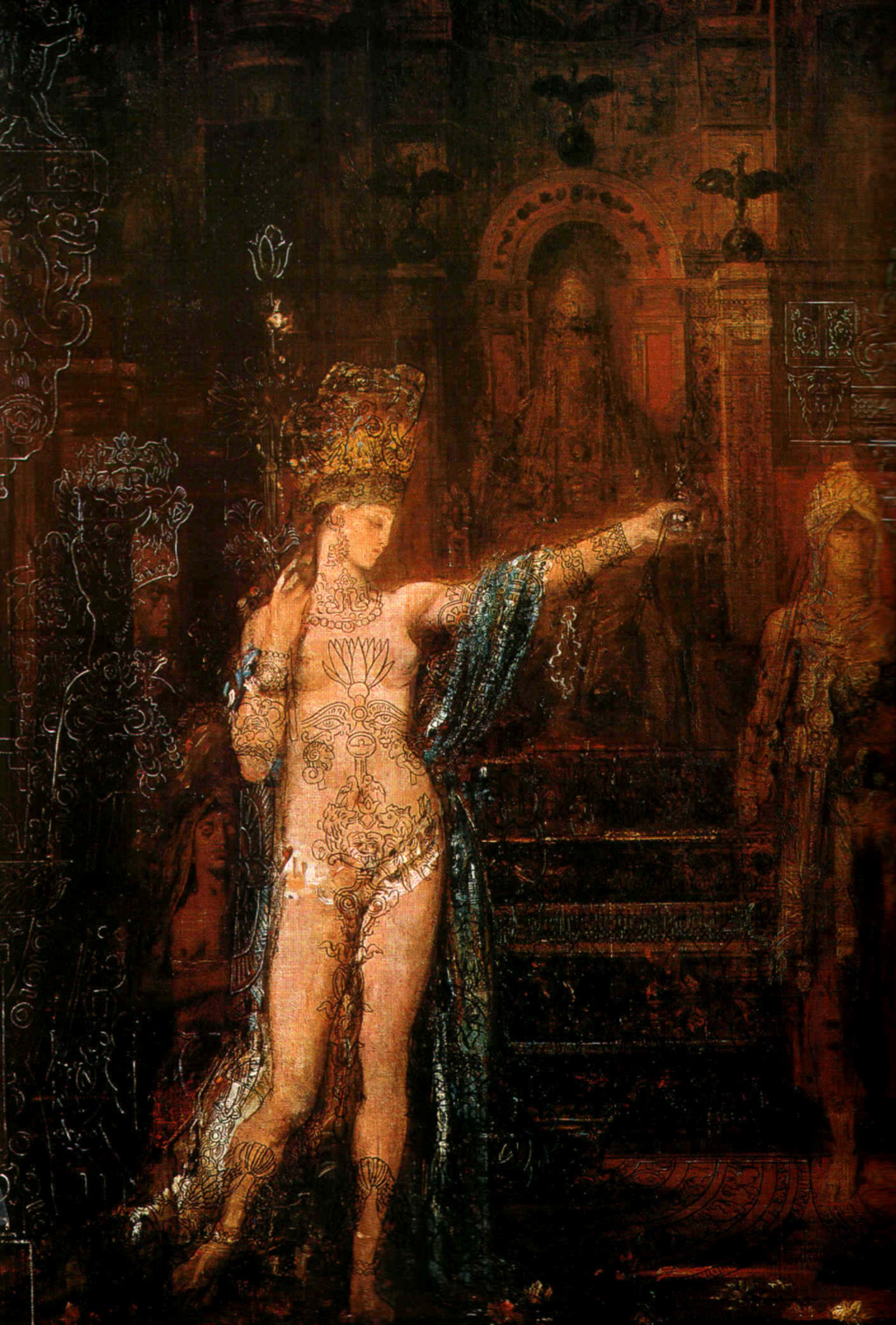
象徴派の画家ギュスターヴ・モロー(1826-1898)。画像は『サロメ』(1871)

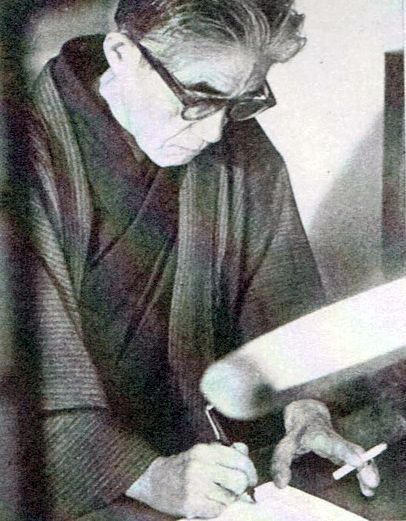
小説家・文芸評論家和田芳恵(1906-1977)誕生。短編の名手として知られ「塵の中」で直木賞を受賞。

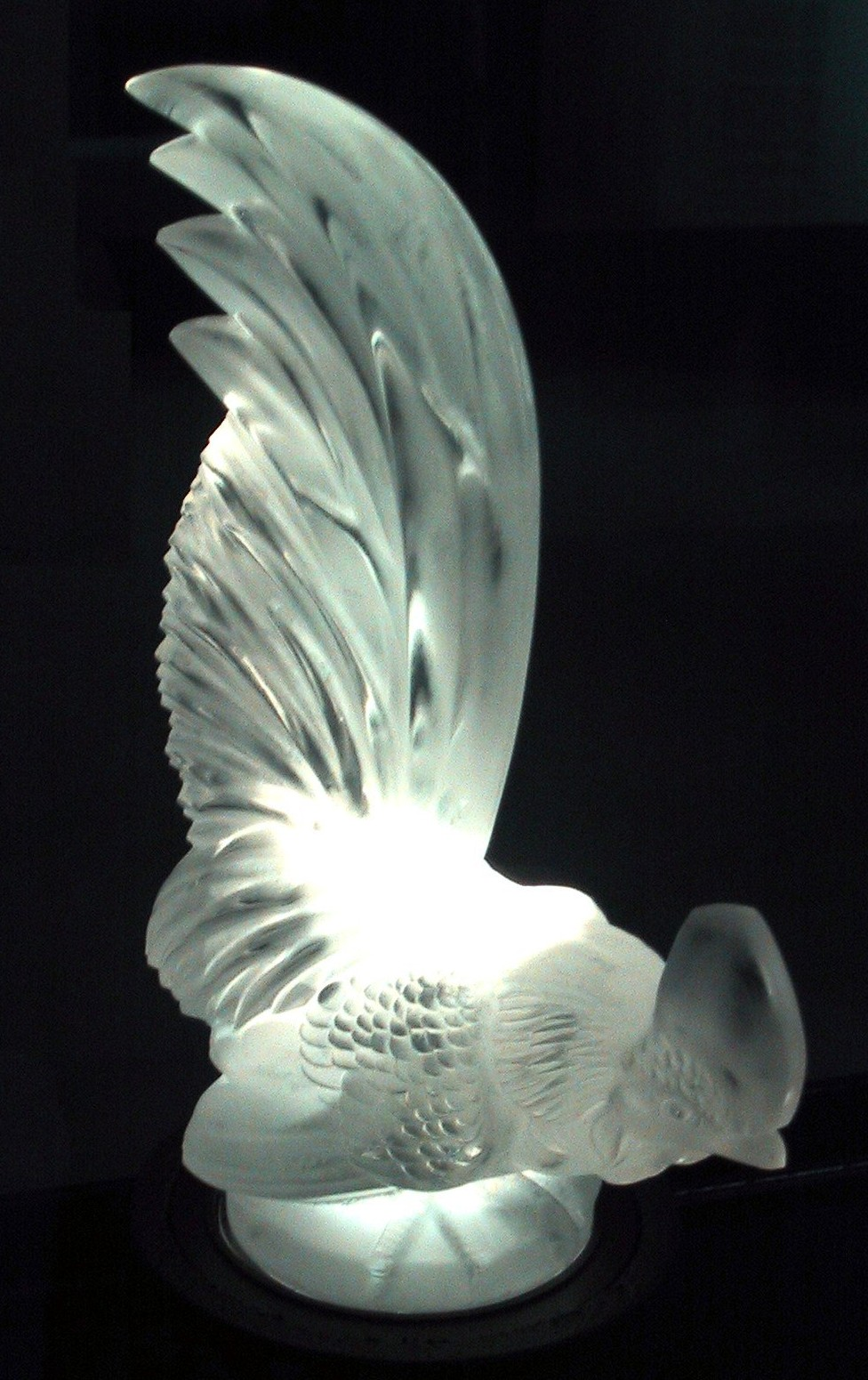
ガラス工芸家ルネ・ラリック(1860-1945)誕生。画像は『鶏』

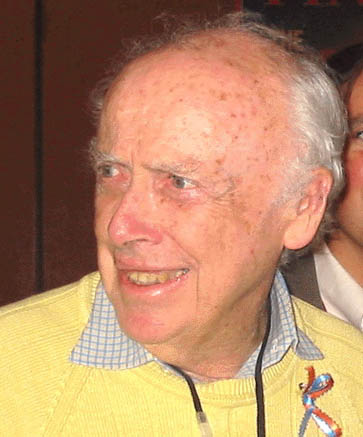
DNAの二重螺旋構造を発見した分子生物学者、ジェームズ・ワトソン(1928-)

- 1483年 - ラファエロ・サンティ、画家（+ 1520年）
- 1564年（永禄7年2月25日） - 山口重政、常陸国牛久藩主（+ 1635年）
- 1632年 - マリア・レオポルディーネ・フォン・ティロル、神聖ローマ帝国皇后（+ 1649年）
- 1660年 - ヨハン・クーナウ、作曲家、オルガニスト、チェンバロ奏者（+ 1722年）
- 1664年 - アルヴィド・ホルン、政治家（+ 1742年）
- 1671年 - ジャン＝バティスト・ルソー、詩人（+ 1741年）
- 1773年 - ジェームズ・ミル、経済学者、歴史学者、哲学者（+ 1836年）
- 1801年 - ウィリアム・ハロウズ・ミラー、鉱物学者、結晶学者（+ 1880年）
- 1810年 - フィリップ・ヘンリー・ゴス、自然科学者（+ 1888年）
- 1812年 - アレクサンドル・ゲルツェン、文学者、思想家（+ 1870年）
- 1815年 - ローベルト・フォルクマン、作曲家（+ 1883年）
- 1820年 - ナダール、写真家（+ 1910年）
- 1820年（文政3年2月24日） - 土屋寅直、常陸国土浦藩主（+ 1895年）
- 1826年 - ギュスターヴ・モロー、画家（+ 1898年）
- 1836年（天保7年2月21日） - 山名義済、但馬国村岡藩主（+ 1871年）
- 1849年 - ジョン・ウィリアム・ウォーターハウス、画家（+ 1917年）
- 1860年 - ルネ・ラリック、ガラス工芸家、宝飾デザイナー（+ 1945年）
- 1861年 - スタニスラス・ド・ガイタ（英語版）、薔薇十字カバラ団の創設者（+ 1897年）
- 1875年 - 斉藤隆三、史学者、文学博士（+ 1961年）
- 1878年 - 長與又郎、医学者（+ 1941年）
- 1884年 - ウォルター・ヒューストン、俳優（+ 1950年）
- 1888年 - 高畠華宵、画家（+ 1966年）
- 1888年 - 市川厚一、病理学者（+ 1948年）
- 1888年 - ハンス・リヒター、画家（+ 1976年）
- 1890年 - アントニー・フォッカー、フォッカー社設立者（+ 1939年）
- 1892年 - 平良辰雄、政治家（+ 1969年）
- 1894年 - ガートルード・ベインズ、元世界最高齢者（+ 2009年）
- 1898年 - ジャンヌ・エビュテルヌ、画家（+ 1920年）
- 1899年 - 兵頭精、飛行家（+ 1980年）
- 1900年 - 白井鐵造、演出家（+ 1983年）
- 1900年 - 齋田梅亭、截金師（+ 1981年）
- 1902年 - 久生十蘭、小説家（+ 1957年）
- 1902年 - 八島健三、マラソン選手、1920年アントワープ五輪代表（+ 1979年）
- 1903年 - 赤岩栄、思想家、牧師（+ 1966年）
- 1903年 - 八住利雄、脚本家（+ 1991年）
- 1903年 - ミッキー・カクレーン、元プロ野球選手（+ 1962年）
- 1904年 - クルト・ゲオルク・キージンガー、政治家、ドイツ連邦首相（+ 1988年）
- 1904年 - ジョルジュ・ゴーチ、フィギュアスケート選手（+ 1985年）
- 1904年 - 常書鴻、画家（+ 1994年）
- 1906年 - 和田芳恵、小説家（+ 1977年）
- 1908年 - アーニー・ロンバルディ、元プロ野球選手（+ 1977年）
- 1911年 - フェオドル・リュネン、化学者（+ 1979年）
- 1913年 - 中山正敏、空手家、日本空手協会設立者（+ 1987年）
- 1915年 - 亀倉雄策、グラフィックデザイナー（+ 1997年）
- 1915年 - 綿貫惣司、プロ野球選手（+ 没年不詳）
- 1917年 - 服部富子、歌手（+ 1981年）
- 1919年 - 高木文雄、大蔵事務次官、第8代日本国有鉄道総裁（+ 2006年）
- 1920年 - 小野明、政治家（+ 1990年）
- 1920年 - エドモンド・フィッシャー、生化学者（+ 2021年）
- 1924年 - 飯田徳治、プロ野球選手（+ 2000年）
- 1925年 - 桂米丸、落語家（+ 2024年）
- 1925年 - 高橋清、彫刻家、元メキシコヴェラクルス大学彫刻科主任教授（+ 1996年）
- 1927年 - 増岡重昂、実業家、増岡組・鉄鋼ビルディング社長（+ 1998年）
- 1927年 - 境田昭造、漫画家（+ 1991年）
- 1927年 - ジェリー・マリガン、バリトンサックス奏者（+ 1996年）
- 1928年 - 阪田正芳、元プロ野球選手（+ 1992年）
- 1928年 - ジェームズ・ワトソン、遺伝学者
- 1928年 - ピーター・タウンゼント、社会学者（+ 2009年）
- 1929年 - アンドレ・プレヴィン、指揮者、作曲家（+ 2019年）
- 1929年 - 小沢昭一、俳優（+ 2012年）
- 1929年 - 大塚雄司、政治家（+ 2010年）
- 1929年 - エディソン・デニソフ、作曲家（+ 1996年）
- 1929年 - アート・テイラー、ジャズミュージシャン（+ 1995年）
- 1930年 - 桂木洋子、女優（+ 2007年）
- 1930年 - 室矢芳隆、元陸上競技選手（+ 2019年）
- 1931年 - 長谷川清、撮影監督
- 1931年 - 大南正瑛、工学者、立命館大学・京都橘女子大学名誉教授（+ 2023年）
- 1932年 - ヘルムート・グリーム、俳優（+2004年）
- 1932年 - フョードル・ドルジーニン、ヴィオリスト、作曲家（+ 2007年）
- 1933年 - 村松康雄、声優（+ 2024年）
- 1934年 - アントン・ヘーシンク、柔道家、プロレスラー（+ 2010年）
- 1935年 - 石本隆、水泳選手、1956年メルボルン五輪銀メダリスト
- 1935年 - 嶋田正義、教育者、政治家、元福崎町長（+ 2021年）
- 1935年 - 中西勝己、元プロ野球選手（+ 2009年）
- 1937年 - 別役実、劇作家（+ 2020年）
- 1939年 - 岸香織、宝塚歌劇団卒業生（+ 2012年）
- 1940年 - 上月晃、女優、元宝塚歌劇団（+ 1999年）
- 1941年 - 田嶋陽子、フェミニスト、政治家
- 1941年 - 三宅右近、能楽師
- 1941年 - 中野渡清一、調教師、元騎手
- 1941年 - バーバラ・ロールズ、フィギュアスケート選手
- 1941年 - ゲオルゲ・ザンフィル、パンフルート奏者
- 1942年 - バリー・レビンソン、映画監督
- 1944年 - 林俊宏、元プロ野球選手
- 1945年 - 坂井寿美江、女優、声優（+ 2024年）
- 1945年 - 野島昭生、声優
- 1945年 - 伊藤慎、俳優、スーツアクター
- 1945年 - 山田英介、政治家、元衆議院議員（+ 2012年）
- 1946年 - ダニー・コーチマー、ミュージシャン
- 1947年 - 伊東ゆかり、歌手
- 1947年 - ジョン・ラッツェンバーガー、声優
- 1948年 - 長戸大幸、音楽プロデューサー
- 1948年 - 佐藤義和、テレビプロデューサー（+ 2020年）
- 1948年 - 谷口ひとみ、漫画家（+ 1966年）
- 1948年 - 山本晴三、元プロ野球選手
- 1948年 - フィリップ・ガレル、映画監督
- 1949年 - ホルスト・ルートヴィヒ・シュテルマー、物理学者
- 1950年 - 加藤安雄、元プロ野球選手
- 1950年 - 東出康博、元プロ野球選手（+ 2012年）
- 1951年 - バート・ブライレブン、元プロ野球選手
- 1952年 - 玉木正之、スポーツライター
- 1952年 - 城間正博、ドラム奏者（ザ・バッド・ボーイズ、オフコース）
- 1952年 - キド・タモツ、漫画家
- 1953年 - 見形和久、政治家、塩谷町長
- 1953年 - 宇津木妙子、元ソフトボール選手、監督
- 1953年 - 鳥坂九十九、元プロ野球選手
- 1953年 - ジャネット・リン、フィギュアスケート選手
- 1955年 - 岩根正、政治家、加東市長
- 1955年 - 岩井美樹、アマチュア野球指導者
- 1955年 - 小泉泰重、元プロ野球選手
- 1955年 - マイケル・ルーカー、俳優
- 1956年 - 灘本昌久、教育学者
- 1956年 - 松本竜助、漫才師（+ 2006年）
- 1958年 - 芳野潔、アナウンサー
- 1960年 - 清水淳司、美術プロデューサー
- 1960年 - 東利夫、元プロ野球選手
- 1961年 - 石川晃、元プロ野球選手
- 1962年 - 谷川浩司、将棋棋士
- 1963年 - 高橋ひろし、声優
- 1962年 - 宇野比呂士、漫画家（+ 2018年）
- 1962年 - 秋山幸二[18][19]、元プロ野球選手、元監督
- 1963年 - ラファエル・コレア、政治家、55代エクアドル大統領
- 1963年 - デリック・メイ、ミュージシャン、DJ
- 1964年 - 加藤公一、政治家
- 1964年 - 村田正夫、柔道家
- 1964年 - デビッド・ウッダード、指揮者
- 1964年 - ティム・ウォルズ、政治家、教員、陸軍軍人
- 1965年 - ブラック・フランシス、ミュージシャン（ピクシーズ）
- 1965年 - サラ・カサノバ、実業家、日本マクドナルド株式会社代表取締役社長兼CEO
- 1966年 - 大塚義樹、元プロ野球選手
- 1967年 - 熊澤尚人、映画監督
- 1967年 - 佐藤和弘、元スピードスケート選手
- 1967年 - 鈴木賢一、元陸上競技選手、指導者
- 1969年 - KO-HEY、ドラマー（Skoop On Somebody）
- 1969年 - ポール・ラッド、俳優
- 1969年 - ブレット・ブーン、元プロ野球選手
- 1971年 - ルー・メローニ、元プロ野球選手
- 1972年 - 千綿ヒデノリ、ミュージシャン
- 1972年 - そめやゆきこ、元タレント、元歌手
- 1973年 - 宮沢りえ、女優
- 1973年 - 玉置勉強、漫画家
- 1973年 - AZU、ミュージシャン、テナーサックス奏者（GELUGUGU）
- 1973年 - 萩原誠、元プロ野球選手
- 1974年 - ロベルト・コヴァチ、サッカー選手
- 1975年 - ロッシー、お笑い芸人（野性爆弾）
- 1975年 - ザック・ブラフ、俳優
- 1976年 - 乙武洋匡、スポーツライター
- 1976年 - 若旦那、レゲエミュージシャン（湘南乃風）
- 1976年 - こじまいづみ、ミュージシャン（花*花）
- 1976年 - キャンディス・キャメロン・ブレ、女優
- 1976年 - ゲオルグ・ホルム（英語版）、ミュージシャン（シガー・ロス）
- 1977年 - 森本智子、アナウンサー
- 1977年 - 迫田孝也、俳優
- 1977年 - 高浜寛、漫画家
- 1977年 - 吉もと誠、漫画家
- 1977年 - アンディ・フィリップス、元プロ野球選手
- 1978年 - 中尾祐之、俳優
- 1978年 - 石榑亜紀子、気象予報士
- 1978年 - 関和章子、元カーリング選手
- 1978年 - イゴール・セムショフ、元サッカー選手
- 1978年 - マイリーン・クラス（英語版）、歌手、女優
- 1979年 - みちよ、歌手
- 1979年 - 石橋正高、俳優
- 1979年 - 赤羽健壱、お笑いタレント（サルゴリラ）
- 1979年 - 榊蒼十郎、漫画家
- 1979年 - 中村エミ、元女優、元タレント
- 1980年 - フアン・フェリシアーノ、元プロ野球選手
- 1982年 - 野口綾子、フリーアナウンサー
- 1982年 - 三條雅幸、アナウンサー
- 1982年 - 達淳一、俳優、タレント
- 1982年 - 西村優子、グラビアアイドル
- 1982年 - ブレット・ハリソン（英語版）、俳優
- 1982年 - マイケル・ガイ・チスレット（英語版）、ミュージシャン（The Academy Is...）
- 1983年 - 大林健二、お笑い芸人（モンスターエンジン）
- 1983年 - 永田充、サッカー選手
- 1983年 - ボビー・スター、ポルノ女優
- 1984年 - 徳野新太郎、事業家
- 1984年 - 瀬尾秋子、元グラビアアイドル
- 1984年 - 川保麻弥、元野球選手
- 1984年 - マロン、ダンサー（REAL AKIBA BOYZ)
- 1985年 - 上口耕平、俳優、ダンサー
- 1985年 - 加治前竜一、元プロ野球選手
- 1986年 - 京本有加、元タレント、元グラビアアイドル
- 1986年 - 豪栄道豪太郎、元大相撲大関、年寄14代武隈
- 1986年 - cosMo@暴走P、ミュージシャン
- 1987年 - 今村美乃、女優
- 1987年 - 崎正宗、タレント
- 1987年 - ディエゴ・フランカ、元野球選手
- 1987年 - 小越しほみ、モデル、レースクイーン
- 1988年 - 久本彩奈、グラビアアイドル
- 1988年 - 吉川光夫、プロ野球選手
- 1988年 - 坂本詩緒里、プロボウラー
- 1988年 - 栃乃若導大、元大相撲力士
- 1989年 - 中島安里紗、プロレスラー
- 1989年 - 七瀬由紀子、タレント、アイドル
- 1990年 - 田邉草民、サッカー選手
- 1990年 - 佐野有美、詩人、随筆家
- 1990年 - ソ・イェジ、女優
- 1990年 - マイケル・ウッズ、サッカー選手
- 1991年 - エカテリーナ・リャザーノワ、元フィギュアスケート選手
- 1991年 - 香山良太、元ラグビー選手
- 1991年 - 安田早紀、女優、モデル
- 1992年 - 下田奈奈、ファッションモデル、女優
- 1992年 - 菊池萌水[20]、スピードスケート選手
- 1992年 - 満田美紀、元プロボクサー
- 1993年 - 石川優菜、タレント、モデル、歌手
- 1993年 - 春日沙也加、タレント、グラビアアイドル
- 1993年 - ユナ、アイドル、ミュージシャン（Brave Girls）
- 1993年 - 原山光正、ラグビー選手
- 1993年 - 松浦耕大、元プロ野球選手
- 1993年 - 青島拓馬、元サッカー選手
- 1994年 - 弓削隼人、プロ野球選手
- 1995年 - 佐藤和哉、柔道家
- 1995年 - 清水尚弥、俳優
- 1995年 - マーティン、タレント
- 1995年 - 森本龍太郎、元タレント（元Hey! Say! JUMP）
- 1996年 - 小野寺天汰、空手家
- 1996年 - 三上ヘンリー大智、総合格闘家
- 1996年 - 石堂天山[21]、元子役
- 1997年 - 内木志、女優、元アイドル（元NMB48）
- 1997年 - 愛斗、プロ野球選手
- 1997年 - キム・ミンギュ、アイドル（SEVENTEEN）
- 1997年 - たけうちほのか、モデル、タレント
- 1998年 - 勝田里奈、歌手、アイドル（元アンジュルム）
- 1998年 - 草川直弥、ラッパー、ダンサー、俳優（ONE N' ONLY）
- 1998年 - ペイトン・リスト、女優
- 1998年 - 相笠萌、アイドル（元AKB48）
- 2000年 - 黒長桃可、元プロ野球選手
- 2001年 - オスカー・ピアストリ、レーシングドライバー
- 2002年 - 清水らら、女優
- 2003年 - 森田愛生、女優、アイドル（FAVO♡）
- 2004年 - 田村朋輝、プロ野球選手
- 2005年 - KOROMO、アイドル（元meme tokyo.）
- 2006年 - 石塚裕惺、プロ野球選手
- 生年不詳 - いせひなた、声優
- 生年不詳 - 寸石和弘、声優
- 生年不詳 - 廣原ふう、声優
- 生年不詳 - 黒田かすみ、漫画家
- 生年不詳 - 小藤まつ、漫画家

### 人物以外（動物など）
- 1965年 - キタノダイオー、競走馬（+ 没年不詳）
- 1967年 - ダテテンリュウ、競走馬（+ 1977年）
- 1968年 - オンワードガイ、競走馬（+ 1985年）
- 1968年 - ニホンピロムーテー、競走馬（+ 1984年）
- 1973年 - コーヨーチカラ、競走馬（+ 不明）
- 1982年 - スダホーク、競走馬（+ 2003年）
- 1987年 - ゴーフォーワンド、競走馬（+ 1990年）
- 1993年 - エアグルーヴ、競走馬（+ 2013年）
- 1994年 - ゴッドスピード、競走馬（+ 2019年）
- 1995年 - ツルマルツヨシ、競走馬
- 1997年 - マイネルビンテージ、競走馬
- 1998年 - ヴィニーロー、競走馬
- 1998年 - ロードバクシン、競走馬
- 2000年 - ゴーストザッパー、競走馬
- 2002年 - インティライミ、競走馬
- 2002年 - ローゼンクロイツ、競走馬（+ 2008年）
- 2003年 - フサイチリシャール、競走馬
- 2003年 - ブラックバースピン、競走馬（+ 2010年）
- 2004年 - マンハッタンスカイ、競走馬
- 2006年 - シーザスターズ、競走馬
- 2012年 - レッツゴードンキ、競走馬
- 2015年 - オメガパフューム、競走馬
- 2021年 - ダノンデサイル、競走馬
- 2021年 - ヘデントール、競走馬

## 忌日

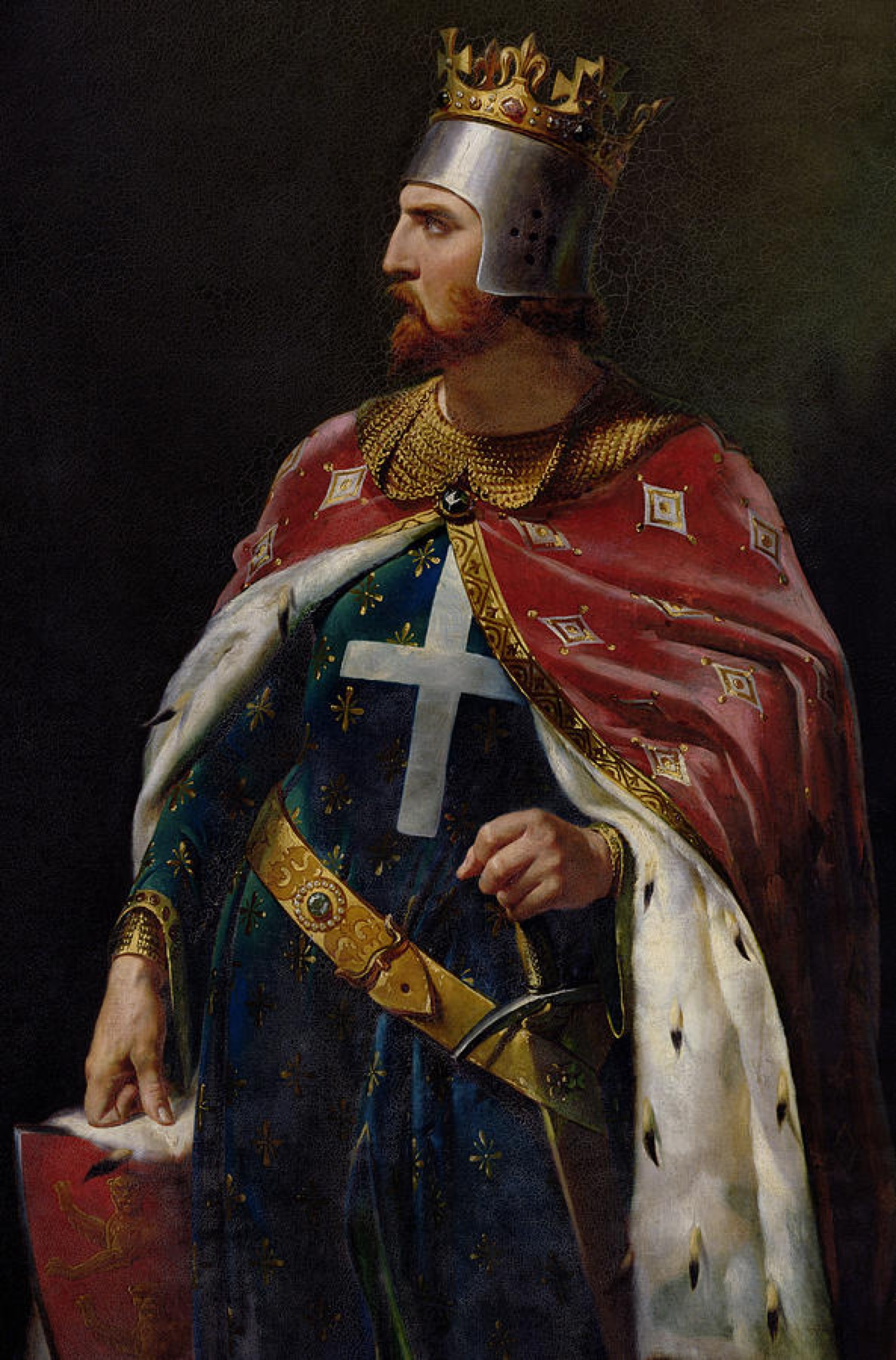
プランタジネット朝第2代英国王リチャード1世(1157-1199)没。

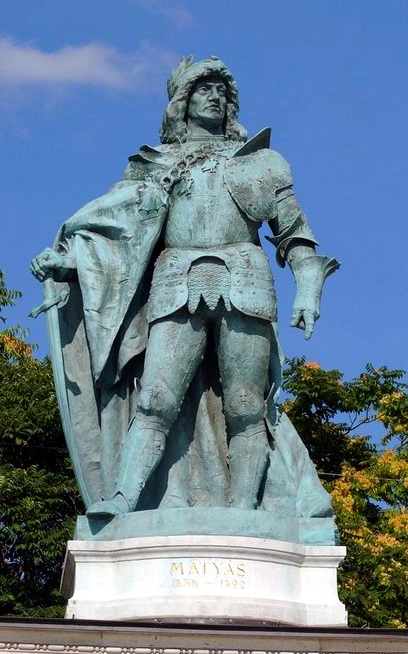
中世ハンガリーの最盛期を築いたマーチャーシュ1世(1443-1490)没。画像はブダペストの英雄広場にある銅像。

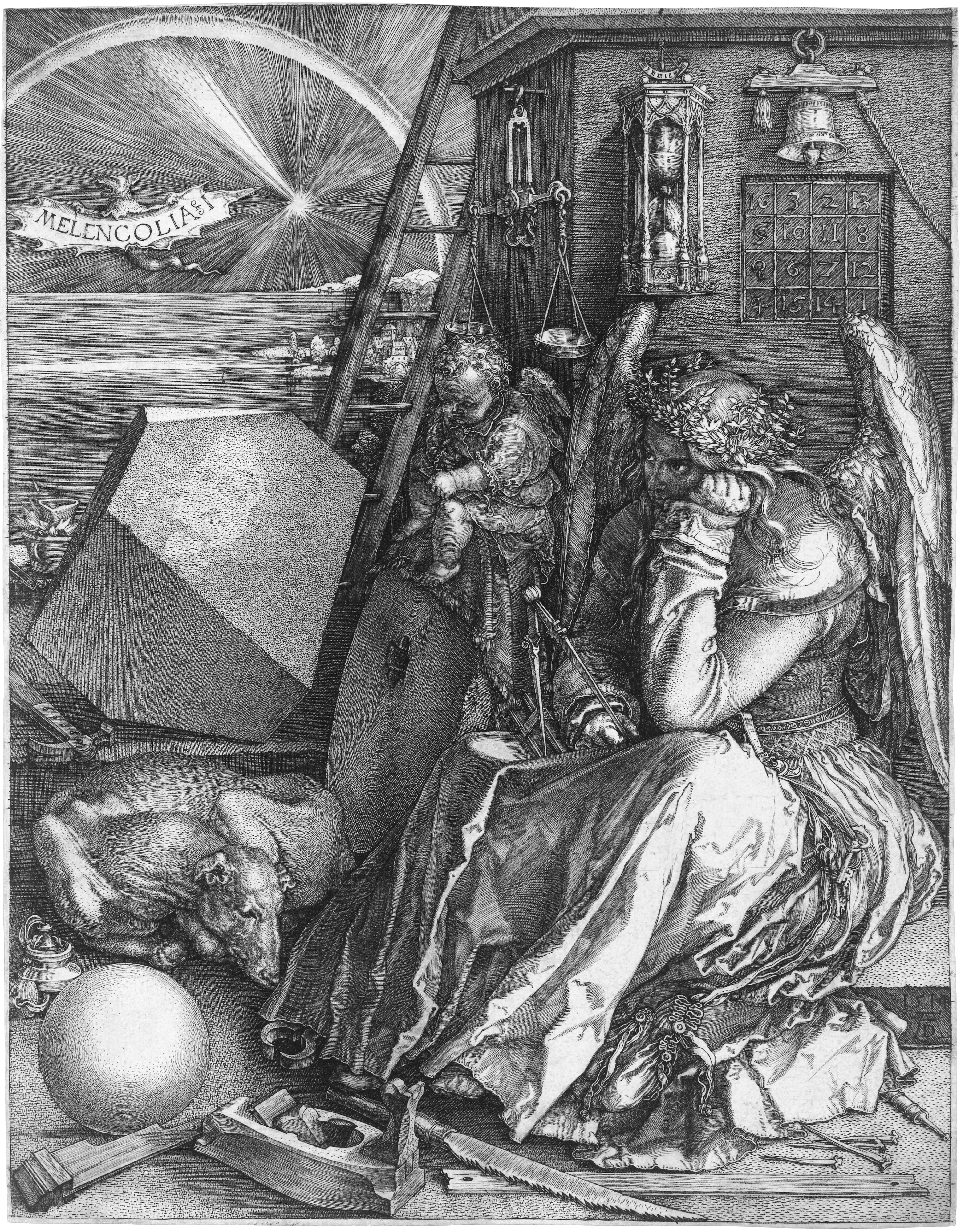
ルネサンス期の画家・版画家アルブレヒト・デューラー(1471-1528)没。画像は銅版画『メランコリア I』(1514)

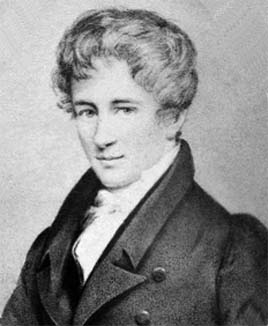
数学者ニールス・アーベル(1802-1829)、26歳で肺結核のため夭折

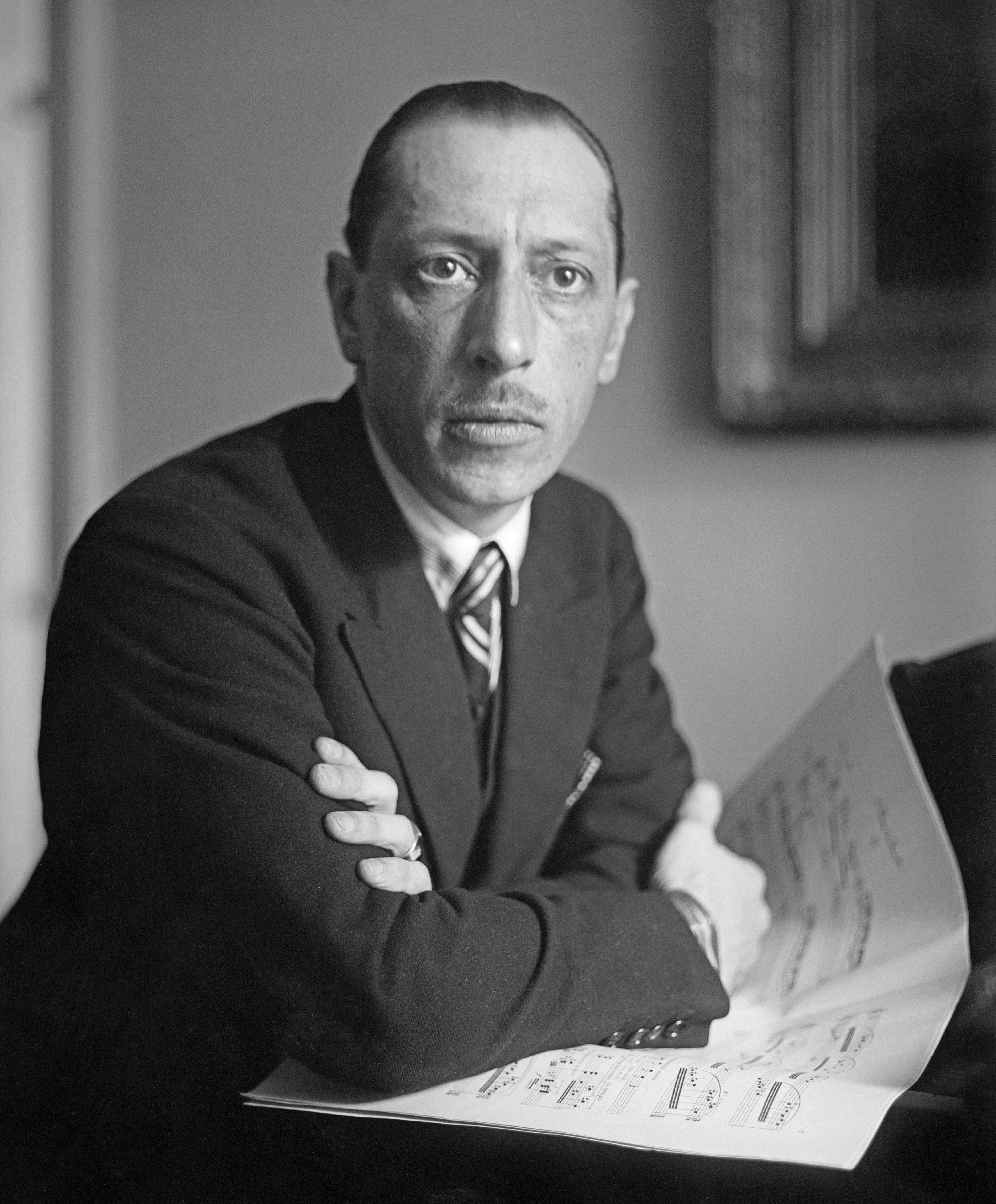
作曲家イーゴリ・ストラヴィンスキー(1882-1971)没。遺体は、生前彼が愛したベネチアに埋葬された。

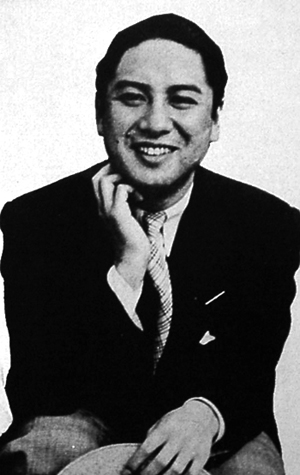
俳優長谷川一夫(1908-1984)没。阪東妻三郎、大河内傳次郎、嵐寛寿郎、片岡千恵蔵、市川右太衛門とともに「時代劇六大スタア」と呼ばれた。

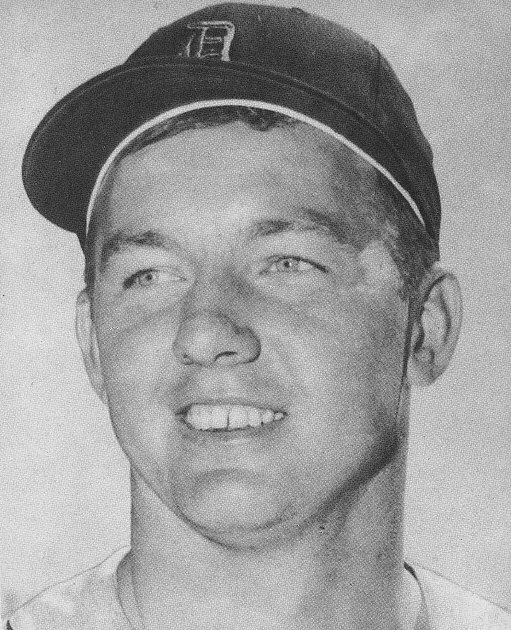
MLB選手アル・ケーライン(1934-2020)没。現役をデトロイト・タイガース一筋で過ごした"Mr. Tiger"。彼の背番号「6」はタイガース初の永久欠番に指定された。

- 1199年 - リチャード1世、イングランド国王（* 1157年）
- 1490年 - マーチャーシュ1世、ハンガリー王（* 1443年）
- 1520年 - ラファエロ・サンティ、画家（* 1483年）
- 1528年 - アルブレヒト・デューラー、画家（* 1471年）
- 1570年（永禄13年3月1日） - 三淵晴員、戦国武将（* 1500年）
- 1580年（天正8年3月22日） - 木脇祐守、戦国武将（* 1526年）
- 1590年 - フランシス・ウォルシンガム、イングランドの政治家（* 1532年）
- 1634年（寛永11年3月9日） - 大橋宗桂 (初代)、将棋指し（* 1555年）
- 1660年 - ジョヴァンニ・バッティスタ・オディエルナ、天文学者（* 1597年）
- 1660年 - ミケランジェロ・チェルクォッツィ、画家（* 1602年）
- 1684年 - ドメニコ・マリア・カヌーティ、画家（* 1625年）
- 1759年 - ヨハン・ゴットフリート・ツィン（英語版）、解剖学者、植物学者、ゲッティンゲン大学植物園長（* 1727年）
- 1779年 - トンマーゾ・トラエッタ、作曲家（* 1727年）
- 1782年 - タークシン、タイのトンブリー王朝・唯一の王（* 1734年）
- 1790年 - ルートヴィヒ9世、ヘッセン＝ダルムシュタット方伯（* 1719年）
- 1803年 - ウィリアム・ダグラス・ハミルトン、考古学者、外交官（* 1730年）
- 1808年（文化5年3月11日） - 木内石亭、奇石収集家、本草学者（* 1725年）
- 1829年 - ニールス・アーベル、数学者（* 1802年）
- 1830年 - ルートヴィヒ1世、ヘッセン大公（* 1753年）
- 1834年（天保5年2月28日） - 水野忠成、江戸幕府老中、駿河沼津藩第2代藩主（* 1763年）
- 1838年 - ジョゼ・ボニファチオ・デ・アンドラダ、政治家、博物学者、詩人（* 1763年）
- 1860年 - ジェイムズ・ポールディング、第11代アメリカ合衆国海軍長官（* 1778年）
- 1862年 - フィッツ＝ジェイムズ・オブライエン、小説家、詩人（* 1828年）
- 1875年 - モーゼス・ヘス、思想家（* 1812年）
- 1889年 - 板倉勝静、江戸幕府老中、備中松山藩第7代藩主（* 1823年）
- 1902年 - グレープ・ウスペンスキー、小説家（* 1843年）
- 1906年 - アレクサンダー・ヒェラン、作家（* 1849年）
- 1912年 - ジョヴァンニ・パスコリ、詩人、古典学者（* 1855年）
- 1915年 - カーティス・ギルド、第43代マサチューセッツ州知事（* 1860年）
- 1918年 - 松本捨助、新選組隊士（* 1845年）
- 1920年 - ユリウス・エルスター（英語版）、物理学者（* 1854年）
- 1927年 - 志賀重昂、地理学者、評論家（* 1863年）
- 1944年 - ローズ・オニール、漫画家、イラストレーター、キューピーのクリエーター（* 1874年）
- 1946年 - 宮入慶之助、寄生虫学者（* 1865年）
- 1950年 - 菅季治、哲学者（* 1917年）
- 1951年 - ロバート・ブルーム、人類学者（* 1866年）
- 1961年 - ジュール・ボルデ、細菌学者（* 1870年）
- 1963年 - オットー・シュトルーベ、天文学者（* 1897年）
- 1964年 - 川上嘉市、実業家、参議院議員（* 1885年）
- 1964年 - アロイーズ・コルバス、画家（* 1886年）
- 1966年 - エミール・ブルンナー、神学者（* 1889年）
- 1969年 - エドゥアルト・シュトラウス2世、指揮者（* 1910年）
- 1970年 - モーリス・ストークス、バスケットボール選手（* 1933年）
- 1971年 - イーゴリ・ストラヴィンスキー、作曲家（* 1882年）
- 1972年 - ハインリヒ・リュプケ、第2代西ドイツ大統領（* 1894年）
- 1976年 - ワイルダー・ペンフィールド、医師（* 1891年）
- 1977年 - 木戸幸一、政治家（* 1889年）
- 1979年 - 相羽有、実業家、日米スター自動車株式会社・東京航空輸送社創業者（* 1895年）
- 1979年 - ノーマン・トーカー、映画監督（* 1919年）
- 1980年 - ジョン・コリア、作家（* 1901年）
- 1982年 - 正木千冬、経済学者、政治家、元鎌倉市長（* 1903年）
- 1984年 - 長谷川一夫、俳優（* 1908年）
- 1986年 - ライムンド・オルシ、サッカー選手（* 1901年）
- 1986年 - 山口豪久（山口暁）、俳優（* 1945年）
- 1990年 - 坊城俊民、国文学者（* 1917年）
- 1992年 - 安孫子藤吉、官僚、政治家、第30代自治大臣、第39代国家公安委員会委員長、元山形県知事（* 1904年）
- 1992年 - アイザック・アシモフ、SF作家（* 1920年）
- 1993年 - 安永沙都子、声優（* 1963年）
- 1994年 - ジュベナール・ハビャリマナ、ルワンダ大統領（* 1937年）
- 1994年 - シプリアン・ンタリャミラ、ブルンジ大統領（* 1956年）
- 1996年 - グリア・ガースン、女優（* 1904年）
- 1998年 - エドガー・アブロビッチ、陸上競技選手（* 1913年）
- 1999年 - ウィリアム・プリース、チェリスト（* 1916年）
- 1999年 - 落合茂一、アニメーションプロデューサー（* 1940年）
- 2000年 - ハビーブ・ブルギーバ、政治家、第2代チュニジア王国首相、初代チュニジア共和国大統領（* 1903年）
- 2000年 - 本田弘慈、伝道者、牧師（* 1912年）
- 2000年 - バートラム・フォアラー（英語版）、心理学者、バーナム効果実験者（* 1914年）
- 2002年 - ノブ・マッカーシー、女優（* 1934年）
- 2003年 - 小坂秀二、歯科医、相撲評論家、アナウンサー（* 1918年）
- 2004年 - 加山又造、日本画家（* 1927年）
- 2004年 - 三代目三遊亭歌奴、落語家（* 1941年）
- 2004年 - 篠田荘平、元プロ野球選手（* 1942年）
- 2004年 - リック・ジェームス、ファンクミュージシャン（* 1948年）
- 2005年 - 斉藤安代、映画プロデューサー・民間放送局経営者（* 1927年）
- 2005年 - 長江録弥、彫刻家（* 1926年）
- 2005年 - レーニエ3世、モナコ大公（* 1923年）
- 2005年 - 寺本清、実業家、銀行家、元福岡銀行頭取（* 1940年）
- 2006年 - 鳥飼欣一、物理学者（* 1925年）
- 2007年 - ルイジ・コメンチーニ、映画監督、脚本家（* 1916年）
- 2007年 - 鮎川十糸子、女優（* 1922年）
- 2007年 - 河島博、実業家、元日本楽器製造（現ヤマハ）社長（* 1930年）
- 2007年 - 中村浩道、プロ野球審判員、解説者（* 1935年）
- 2007年 - 園田英弘、社会学者（* 1947年）
- 2008年 - 多田小餘綾、阿波民謡歌手（* 1907年）
- 2008年 - 川内康範、作詞家、脚本家（* 1920年）
- 2008年 - 五十嵐邁、昆虫学者（* 1924年）
- 2008年 - 内山秀夫、政治学者、慶應義塾大学名誉教授・新潟国際情報大学元学長（* 1930年）
- 2010年 - 西河克己、映画監督（* 1918年)
- 2010年 - アナトリー・ドブルイニン、外交官（* 1919年)
- 2011年 - 高桑慎一郎、音響監督、声優（* 1928年）
- 2012年 - 前新透、教育者、方言研究家（* 1924年）
- 2012年 - 方励之、科学者、政治運動家（* 1936年）
- 2013年 - ビガス・ルナ、映画監督、脚本家（* 1946年）
- 2014年 - ミッキー・ルーニー、俳優（* 1920年）
- 2014年 - 橋本恕、外交官、元駐中国大使（* 1926年）
- 2014年 - コンノケンイチ、UFO研究家（* 1936年）
- 2014年 - 加治久典、実業家、ハローデイ創業者（* 1937年）
- 2015年 - ガートルード・ウィーバー、スーパーセンテナリアン（* 1898年）
- 2015年 - 中村小山三 (2代目)、歌舞伎俳優（* 1920年）
- 2015年 - 稲垣正夫、プロ野球選手（* 1935年）
- 2016年 - 秋山ちえ子、ラジオパーソナリティ、評論家、エッセイスト（* 1917年）
- 2017年 - 塩川忠巳、政治家、元小諸市長（* 1917年）
- 2017年 - ジャック・ピノトー、映画監督（* 1923年）
- 2017年 - 田辺栄吉、政治家、元青梅市長（* 1924年）
- 2017年 - ドン・リックルズ、コメディアン、俳優、声優（* 1926年）
- 2017年 - 京唄子、漫才師、女優（* 1927年）
- 2017年 - 原田明夫、官僚、弁護士、元検事総長（* 1939年）
- 2017年 - 安部憲幸、アナウンサー（* 1945年）
- 2018年 - 吉川芳男、政治家。第68代労働大臣（* 1931年）
- 2018年 - アレクサンドル・クルロビッチ、重量挙げ選手、1988年ソウル・1992年バルセロナ五輪金メダリスト（* 1961年）
- 2019年 - 荘英介、実業家、元王子製袋社長、元スピードスケート選手、元日本スケート連盟会長（* 1918年）
- 2019年 - 小野忠熈、考古地理学者、洋画家、山口大学名誉教授（* 1920年）
- 2019年 - デイヴィッド・J・サウレス、物理学者、ノーベル物理学賞受賞者（* 1934年）
- 2019年 - 田口貞善、体育学者、京都大学名誉教授（* 1941年）
- 2019年 - 彩豪一義、元大相撲力士、実業家（* 1975年）
- 2020年 - アル・ケーライン、プロ野球選手、アメリカ野球殿堂（* 1934年）
- 2020年 - 鈴木寛一、声楽家、音楽教育家、東京藝術大学名誉教授（* 1936年）
- 2020年 - 梶慶輔、化学者、京都大学名誉教授（* 1939年）
- 2020年 - ラドミル・アンティッチ、元サッカー選手、指導者（* 1948年）
- 2021年 - ハンス・キュング、カトリック神学者（* 1928年）
- 2021年 - 坂口昂吉、西洋史学者、慶應義塾大学名誉教授（* 1931年）
- 2021年 - 柴田徳文、政治学者、国士舘大学名誉教授、国士舘舘長（* 1946年）
- 2022年 - 藤子不二雄Ⓐ、漫画家（* 1934年）
- 2022年 - カロル・ディビン、フィギュアスケート選手、1960年スコーバレー五輪銀メダリスト（* 1936年）
- 2022年 - 伊藤一正[22]、球団経営者、元中日ドラゴンズ球団代表（* 1939年）
- 2022年 - ウラジミール・ジリノフスキー、政治家（* 1946年）
- 2022年 - 長谷部史親、文芸評論家（* 1954年）
- 2023年 - ノーマン・レイノルズ、プロダクションデザイナー、映画監督（* 1934年）
- 2023年 - 生野慈朗、テレビドラマ演出家、映画監督（* 1950年）
- 2024年 - 木下善之、政治家、元和歌山県橋本市長（* 1935年）
- 2024年 - ディン・Q・レ、現代美術家（* 1968年）
- 2024年 - 曙太郎、大相撲第64代横綱、プロレスラー、総合格闘家（* 1969年）
- 2025年 - 延江浩、ラジオプロデューサー、作家（* 1958年）
- 2025年 - ホルヘ・ボラーニョ、サッカー選手（* 1977年）

## 記念日・年中行事
- 新聞をヨム日（ 日本）
日本新聞協会販売委員会が2003年に制定。「よ(4)む(6)」の語呂合わせ。4月は転勤や入学等で住まいを移す人が多いことから、「これを機会に新聞を読み始めませんか」というキャンペーンが行われる。
- 城の日（ 日本）
財団法人日本城郭協会が1974年度に定めた城の記念日（城を参照）。「し(4)ろ(6)」の語呂合わせ。
- 春巻きの日（ 日本）
香川県三豊市に本社を置く株式会社味のちぬやが制定。新年度を迎えるこの季節に春巻きを食べて幸せを巻きとってほしいという思いから。日付は「春巻き」の春で4月、巻きをロール（6日）と読ませる語呂合わせから。
- アタック25の日（ 日本）
朝日放送テレビ制作のクイズ番組『パネルクイズ アタック25』が1975年のこの日に放送開始。2021年9月までテレビ朝日系列で放送され、休止期間を経て2022年3月よりBSJapanext→BS10で放送を再開、2025年のこの日に放送開始50周年を迎えたのを記念し、日本記念日協会の認定を受けて制定された[23]。
- 開発と平和のためのスポーツの国際デー（ 国際連合）
スポーツが平和と開発を促し、寛容と相互理解を育む側面に着目し、2013年9月に国際連合が制定。日付は、近代オリンピックが初めて開催された1896年4月6日から。
- 卓球の日
「開発と平和のためのスポーツの国際デー」にあたるこの日、特に開発途上国において卓球を始めるきっかけになればと願いを込め、2015年に国際卓球連盟(ITTF)が制定。
- 北極の日（ アメリカ合衆国）
1909年のこの日にアメリカ海軍の軍人ロバート・ピアリーが、世界で初めて北極点に到達したことから。
- コンビーフの日（ アメリカ合衆国）
1875年のこの日、コンビーフのパッケージである台形の缶「枕缶」がアメリカで特許登録された。同年中に同国の食品会社リビー（Libby's）により、枕缶に詰められたコンビーフが世界で初めて製造・販売が開始された。
- 開拓者の日（ 南アフリカ共和国）
オランダ東インド会社のヤン・ファン・リーベックの船団が、喜望峰に到達し、ケープタウンを建設した日である。アパルトヘイト時代の南アフリカでは公的な祝日となっていたが、アパルトヘイト体制が廃止された後、公的な祝日ではなくなった。しかし、今でも、アフリカーナーの町であるオラニアでは、この日を祝日としている。